# Maredudd ab Owain

Mapa de la extensión de la conquista de Maredudd ab Owain; en naranja, Morgannwg

Maredudd ab Owain (muerto c. 999) fue rey de Galés en el siglo X. Un miembro de la Casa de Dinefwr, su patrimonio era el reino de Deheubarth comprendiendo los reinos sureños de Dyfed, Ceredigion, y Brycheiniog. A la muerte de su padre Owain alrededor de 988, también heredó Gwynedd y Powys, que habían sido conquistado por su padre. Figura como Rey de los Britones en la Crónica de los Príncipes.
Maredudd era el hijo más joven de Owain de Deheubarth y nieto de Hywel el Bueno. Owain había heredado el reino a la muerte temprana de sus hermanos y Maredudd llegó al trono a la muerte de su hermano Einion alrededor 984. Alrededor 986, Maredudd capturó Gwynedd a Cadwallon ab Ieuaf. Pudo haber controlado todo Gales excepto Gwent y Morgannwg.
Maredudd es recordado asaltando los poblamientos Mercianos en las fronteras de Radnor y pagando un rescate de un penique de plata por cabeza para rescatar a algunos de sus súbditos que habían sido capturados en redadas danesas. Los ataques vikingos fueron un problema constante durante el reinado de Maredudd. En 987, Godfrey Haroldson atacó Anglesey, presuntamente matando mil y llevándose otros dos mil como cautivos; se dice que Maredudd pagó entonces un rescate enorme para la libertad de los rehenes.
Tras la muerte de Maredudd alrededor de 999, el trono de Gwynedd fue recuperado por la línea de Idwal Foel en la persona de Cynan ap Hywel. El trono de Deheubarth fue a parar a manos de un hombre llamado Rhain que fue aceptado como hijo de Maredudd hijo por su pueblo pero que —tras la conquista del reino por Llywelyn ap Seisyll— pasó a ser considerado en las historias galesas como un irlandés usurpador. El reino volvió a la familia de Maredudd posteriormente, pero a través de Hywel, nieto de su hermano Einion.

## Descendencia
- Angharad, que se casó con (1) Llywelyn ap Seisyll, (2) Cynfyn ap Gwerstan, y tuvo descendencia de ambos matrimonios
- (Posiblemente) Rhain el Irlandés